# Vance Kelly
Vance Kelly (* 24. Januar 1954 in Missouri) ist ein Bluesmusiker aus Chicago.

## Leben
Der Gitarrist und Sänger, ein typischer Vertreter des Chicago Blues, wurde mit seiner Band „Backstreet Blues Band“ bekannt. Für die CD Call Me wurde er mit dem Living Blues Award (bestes zeitgenössisches Blues Album) ausgezeichnet. Vance Kelly tritt häufig im Chicagoer Bluesclub Kingston Mines auf. Ein Mitschnitt eines dortigen Auftritts wurde als Livealbum veröffentlicht.

## Diskografie
- 1994 Call Me, Wolf Records
- 1995 Joyriding in the Subway, Wolf
- 1998 Hands Off!, Wolf
- 2000 What Three Old Ladies Can Do, Wolf
- 2003  Live At Lee’s Unleaded Blues, Wolf
- 2005 Nobody Has the Power, Wolf
- 2008 Bluebird, Wolf
- 2012 Live at Kingston Mines, Wolf